# Bittera Miklós
Bittera Miklós (Pozsony, 1887. november 12. – Mosonmagyaróvár, 1947. március 11.) növénytermesztő, tanszékvezető egyetemi magántanár; a Magyar Felsőház tagja (1939-1945).
A talajerő javítása és fenntartása irányában végzett kutatási eredményei figyelemre méltóak.

## Életpályája
Szinte egyidejűleg végezte el a Magyaróvári Magyar Királyi Gazdasági Akadémiát (1908) és Budapesten a jogot (1909). 1909-1910-ben a genfi egyetemen járt tanulmányúton. 1910-től a kolozsvári, majd debreceni Gazdasági Akadémián tanított asszisztensi, mai fogalmakkal tanársegédi beosztásban.
Harcolt az első világháborúban, súlyosan megsebesült, 75%-os rokkantsággal szerelt le, de nem adta fel polgári pályafutását. 1919-ben került az óvári gazdasági akadémiára, ahol 1922-ben a növénytermesztési tanszék munkatársa, 1927-től 1946-ig vezetője lett. 1927-ben a budapesti közgazdaságtudományi karon habilitálták magántanárrá a talajerő fenntartása trágyázással témakörből.
Élénk közéleti tevékenységet folytatott, számos tudományos és társadalmi szervezetben tevékenykedett, ügyvezető elnöke volt a Felsődunántúli Zöldmező Szövetségnek, 1925-től virilis tagja Győr-Moson és Pozsony k.e.e. vármegyék törvényhatósági bizottságának, 1938-tól a vármegye részéről felsőházi tag. Mind a tanári pályán, mind a tudományos életben nagy szaktekintélynek számított.
Legsikeresebb munkája a két kiadást is megért Növénytermesztéstan című könyve. Itthon és külföldön több mint 1000 tanulmányt publikált, ebből 32 könyvalakban látott napvilágot. 1946 őszén 36 évi szolgálat után nyugdíjazták. Néhány hónappal később, 1947. március 11-én, Mosonmagyaróváron elhunyt. Sírja az óvári temetőben van.

## Művei (válogatás)
- Műtrágyázási tanácsadó (Budapest, 1926)
- Növénytermesztéstan (I—II, Budapest, 1928-1930)
- Gyakorlati műtrágyázás (Budapest, 1938)